# Ahmed Barusso
Ahmed Apimah Barusso (Accra, 26 dicembre 1984) è un calciatore ghanese, centrocampista del Team Crociati Parma.

## Carriera

### Club

#### Manfredonia
Nell'estate 2003 arrivò al Manfredonia su segnalazione di Abedi Pelé a Franco Janich, all'epoca dirigente della formazione pugliese. All'inizio Barusso fu un difensore centrale, ma nel corso della sua parentesi con il club venne impiegato in diversi ruoli, fino a stabilizzarsi come centrocampista centrale. Fu tra i protagonisti della cavalcata che portò i biancazzurri a vincere il proprio girone di Serie D 2003-2004 e, l'anno successivo, quello di Serie C2 2004-2005, con un doppio salto di categoria che permise alla società del presidente Angelo Riccardi di militare per la prima volta nella terza serie nazionale.

#### Rimini
Nel giugno 2006 venne acquistato con la formula della compartecipazione dal Rimini, squadra che si apprestava a disputare il campionato di Serie B 2006-2007 che vedeva, tra le altre, anche la partecipazione di Juventus, Napoli e Genoa. A Rimini Barusso si mise in luce nelle prime giornate di campionato, disputando otto partite e saltandone una per squalifica dovuta a somma di ammonizioni, contribuendo alla salita dei biancorossi al temporaneo secondo posto in classifica dopo nove giornate. In questo avvio di stagione Barusso realizzò due reti: la prima con un potentissimo tiro dalla lunga distanza nella vittoria esterna per 3-1 contro il Bologna, la seconda nella gara interna vinta 2-0 contro il Brescia. La sua stagione si concluse tuttavia con largo anticipo proprio alla nona giornata, il 28 ottobre 2006, quando, nella trasferta di Crotone, fu vittima di una frattura scomposta di tibia e perone in seguito a uno scontro con Alfredo Cardinale, che ne causò l'assenza per il resto del campionato.
Nonostante l'infortunio, la dirigenza romagnola rilevò dal Manfredonia anche l'altra metà del suo cartellino. Nel mercato di gennaio, il Rimini sopperì alla sua assenza acquistando proprio lo stesso Cardinale.

#### Roma
Nell'estate del 2007 la Roma acquistò metà del suo cartellino per 1,7 milioni di euro, trasferendo il giocatore nella capitale. Esordì in Serie A il 7 ottobre 2007 in Parma-Roma, entrando nel finale di partita. Successivamente debuttò in Champions League il 27 novembre in Dinamo Kiev-Roma (1-4). L'esordio da titolare avvenne invece in occasione dell'incontro conclusivo della fase a gironi, pareggiato 1-1 contro il Manchester United.

#### I vari prestiti
Nel gennaio 2008 passò in prestito per sei mesi al Galatasaray. Con i giallorossi di Istanbul disputò due gare di campionato e una di Coppa UEFA, nella quale segnò, nei minuti di recupero, il rigore del gol della bandiera nella sconfitta per 5-1 contro il Bayer Leverkusen. Il club turco non esercitò l'opzione di acquisto.
Il 25 giugno successivo Barusso passò dunque in prestito al Siena insieme al portiere Gianluca Curci come parte dell'accordo che fece fare il percorso inverso ad Artur e a Simone Loria. Il centrocampista ghanese tuttavia faticò a trovare spazio anche in Toscana, visto che il tecnico Marco Giampaolo lo schierò solo in tre partite di Serie A e in una di Coppa Italia.
A fine luglio 2009 i dirigenti di Roma e Rimini trovarono l'accordo per cederlo in prestito al Brescia, in Serie B. Dopo quattro partite da titolare, riuscì a segnare il gol del momentaneo 0-2 del Brescia in casa del Piacenza. Con le rondinelle trovò maggiore spazio rispetto alle precedenti esperienze, poi venne ceduto in prestito a gennaio.
Il 31 gennaio 2010 passò infatti al Torino, altra squadra all'epoca del campionato cadetto, con uno scambio di prestiti che portò l'austriaco Jürgen Säumel temporaneamente in Lombardia. Nella restante parte di stagione il centrocampista ghanese giocò 15 partite segnando 2 gol, più 3 presenze nei play-off che videro la formazione granata perdere la finale proprio contro il Brescia.
Il 31 agosto 2010 fu ceduto in prestito, sempre in Serie B, al Livorno, con cui collezionò 23 presenze e un gol in campionato. Al termine del prestito fece ritorno alla Roma, dove iniziò la stagione 2011-2012 senza però conseguire presenze ufficiali.
Il 31 gennaio 2012, al termine della sessione invernale di calciomercato, passò in Serie B alla Nocerina con la formula del prestito. Segnò il suo primo gol con i molossi nella gara Varese-Nocerina (2-1), con un tiro di destro da fuori area. Al termine della stagione lasciò la squadra campana e, scaduto il contratto che lo legava alla Roma, si trovò svincolato.

#### Genoa e prestito al Novara
Messo sotto contratto dal Genoa, il 23 agosto 2012 fu ceduto in prestito al Novara, formazione appena retrocessa nel campionato cadetto. Qui disputò 11 partite, prima di fare ritorno al Genoa a fine stagione dove non giocò neanche una partita.

#### Torino e le ultime parentesi nel calcio professionistico
Il 30 gennaio 2014 tornò a titolo definitivo al Torino, senza però riuscire mai a giocare partite ufficiali nel resto della stagione.
Dal 31 gennaio 2015 al 6 febbraio si allenò col Messina, ma non venne trovato l'accordo economico. Il 10 febbraio si aggregò all'Arezzo come giocatore in prova . Il 16 febbraio, nella conferenza stampa al termine della partita vinta 1-0 contro il Mantova, l'allenatore della squadra toscana Capuano confermò l'ingaggio del centrocampista ghanese. Il giorno dopo arrivò il comunicato ufficiale da parte della squadra aretina. Fece il suo esordio con la squadra amaranto il 4 marzo, entrando al minuto 78 della sfida contro il Venezia, ma si trattò della sua unica presenza collezionata in stagione.

#### Virtus Camposanto, Colorno e Terme Monticelli
Rimasto fermo per alcuni problemi muscolari, nel gennaio 2017 scese nel campionato regionale di Promozione per vestire la maglia della Virtus Camposanto, squadra dell'hinterland modenese in cui stava militando un suo amico connazionale.
Dopo due stagioni di inattività agonistica, durante le quali Barusso fu impegnato all'insegnamento e all'apertura di scuole calcio in Ghana, nel giugno 2019, rientrato in Italia, riprese l'attività sportiva venendo ingaggiato dal Colorno, squadra militante in Eccellenza Emilia-Romagna collezionando dieci presenze in campionato e un gol.
Ad ottobre 2020 venne ingaggiato dal club Terme Monticelli, squadra militante nel Campionato di Promozione Emilia Romagna girone B, rimanendovi fino a fine stagione.

### Nazionale
Conta 6 presenze e un gol nella Nazionale ghanese. Fu convocato per la Coppa d'Africa 2008, dove giocò sei minuti in due partite, in cui il Ghana conquistò il terzo posto.

## Statistiche

### Presenze e reti nei club
Statistiche aggiornate al 30 gennaio 2014.
| Stagione           | Squadra            | Campionato         | Campionato | Campionato | Coppe nazionali | Coppe nazionali | Coppe nazionali | Coppe continentali | Coppe continentali | Coppe continentali | Totale | Totale |
| Stagione           | Squadra            | Comp               | Pres       | Reti       | Comp            | Pres            | Reti            | Comp               | Pres               | Reti               | Pres   | Reti   |
| ------------------ | ------------------ | ------------------ | ---------- | ---------- | --------------- | --------------- | --------------- | ------------------ | ------------------ | ------------------ | ------ | ------ |
| 2003-2004          | Manfredonia        | D                  | 18         | 1          | -               | -               | -               | -                  | -                  | -                  | 18     | 1      |
| 2004-2005          | Manfredonia        | C2                 | 19         | 3          | -               | -               | -               | -                  | -                  | -                  | 19     | 3      |
| 2005-2006          | Manfredonia        | C1                 | 24         | 5          | -               | -               | -               | -                  | -                  | -                  | 24     | 5      |
| Totale Manfredonia | Totale Manfredonia | Totale Manfredonia | 61         | 9          |                 |                 |                 |                    |                    |                    | 61     | 9      |
| 2006-2007          | Rimini             | B                  | 8          | 2          | -               | -               | -               | -                  | -                  | -                  | 8      | 2      |
| 2007-gen. 2008     | Roma               | A                  | 3          | 0          | CI              | 0               | 0               | CL                 | 2                  | 0                  | 5      | 0      |
| gen.-giu. 2008     | Galatasaray        | SL                 | 2          | 0          | -               | -               | -               | CU                 | 1                  | 1                  | 3      | 1      |
| 2008-2009          | Siena              | A                  | 3          | 0          | CI              | 1               | 0               | -                  | -                  | -                  | 4      | 0      |
| 2009-gen. 2010     | Brescia            | B                  | 11         | 0          | CI              | 2               | 0               | -                  | -                  | -                  | 13     | 0      |
| gen.-giu. 2010     | Torino             | B                  | 15         | 2          | CI              | 3               | 0               | -                  | -                  | -                  | 18     | 2      |
| 2010-2011          | Livorno            | B                  | 23         | 1          | CI              | 1               | 0               | -                  | -                  | -                  | 24     | 1      |
| 2011-gen. 2012     | Roma               | A                  | 0          | 0          | CI              | 0               | 0               | EL                 | 0                  | 0                  | 0      | 0      |
| Totale Roma        | Totale Roma        | Totale Roma        | 3          | 0          |                 |                 |                 |                    | 2                  | 0                  | 5      | 0      |
| gen.-giu. 2012     | Nocerina           | B                  | 11         | 1          | -               | -               | -               | -                  | -                  | -                  | 11     | 1      |
| 2012-2013          | Novara             | B                  | 11         | 0          | CI              | 0               | 0               | -                  | -                  | -                  | 11     | 0      |
| gen.-giu. 2014     | Torino             | A                  | 0          | 0          | CI              | -               | -               | -                  | -                  | -                  | 0      | 0      |
| Totale Torino      | Totale Torino      | Totale Torino      | 15         | 2          |                 | 3               | 0               |                    |                    |                    | 18     | 2      |
| feb.-giu. 2015     | Arezzo             | LP                 | 1          | 0          | CI              | 0               | 0               | -                  | -                  | -                  | 1      | 0      |
| gen. - giu. 2017   | Virtus Camposanto  | Pro.               | 5          | 2          | CI-P            | 0               | 0               | -                  | -                  | -                  | 5      | 2      |
| 2019-2020          | Colorno            | Ecc.               | 10         | 1          | CI-D            | 3               | 0               | -                  | -                  | -                  | 13     | 1      |
| 2020-2021          | Terme Monticelli   | Pro.               | 3          | 0          | CI-P            | 1               | 0               | -                  | -                  | -                  | 4      | 0      |
| Totale carriera    | Totale carriera    | Totale carriera    | 173        | 18         |                 | 11              | 0               |                    | 3                  | 1                  | 187    | 19     |

### Cronologia presenze e reti in Nazionale
| Cronologia completa delle presenze e delle reti in nazionale ― Ghana | Cronologia completa delle presenze e delle reti in nazionale ― Ghana | Cronologia completa delle presenze e delle reti in nazionale ― Ghana | Cronologia completa delle presenze e delle reti in nazionale ― Ghana | Cronologia completa delle presenze e delle reti in nazionale ― Ghana | Cronologia completa delle presenze e delle reti in nazionale ― Ghana | Cronologia completa delle presenze e delle reti in nazionale ― Ghana | Cronologia completa delle presenze e delle reti in nazionale ― Ghana |
| Data                                                                 | Città                                                                | In casa                                                              | Risultato                                                            | Ospiti                                                               | Competizione                                                         | Reti                                                                 | Note                                                                 |
| -------------------------------------------------------------------- | -------------------------------------------------------------------- | -------------------------------------------------------------------- | -------------------------------------------------------------------- | -------------------------------------------------------------------- | -------------------------------------------------------------------- | -------------------------------------------------------------------- | -------------------------------------------------------------------- |
| 21-8-2007                                                            | Londra                                                               | Ghana                                                                | 1 – 1                                                                | Senegal                                                              | Amichevole                                                           | -                                                                    | 90’                                                                  |
| 8-9-2007                                                             | Rouen                                                                | Ghana                                                                | 2 – 0                                                                | Marocco                                                              | Amichevole                                                           | 1                                                                    | 61’                                                                  |
| 11-9-2007                                                            | Riyad                                                                | Arabia Saudita                                                       | 5 – 0                                                                | Ghana                                                                | Amichevole                                                           | -                                                                    | Ingresso                                                             |
| 7-2-2008                                                             | Accra                                                                | Ghana                                                                | 0 – 1                                                                | Camerun                                                              | Coppa d'Africa 2008 - Semifinale                                     | -                                                                    | 86’                                                                  |
| 9-2-2008                                                             | Kumasi                                                               | Ghana                                                                | 4 – 2                                                                | Costa d'Avorio                                                       | Coppa d'Africa 2008 - Finale 3º posto                                | -                                                                    | 90’                                                                  |
| 20-8-2008                                                            | Dar-es-Salaam                                                        | Tanzania                                                             | 1 – 1                                                                | Ghana                                                                | Amichevole                                                           | -                                                                    |                                                                      |
| Totale                                                               |                                                                      | Presenze                                                             | 6                                                                    |                                                                      | Reti                                                                 | 1                                                                    |                                                                      |

## Palmarès

### Club

#### Competizioni nazionali
- Campionato italiano Serie D: 1

Manfredonia: 2003-2004
- Campionato italiano Serie C2: 1

Manfredonia: 2004-2005
- Supercoppa italiana: 1

Roma: 2007
- Campionato turco: 1

Galatasaray: 2007-2008